# Alessandro IV Sanvitale
Il conte Alessandro IV Sanvitale (Parma, 17 settembre 1731 – Parma, 9 ottobre 1804) è stato un nobile italiano della famiglia Sanvitale.

Stemma dei Sanvitale

Sposò la marchesa Costanza Scotti di Montalbo (degli Scotti di Piacenza), dalla quale nel 1764 ebbe il figlio Stefano.
Fu un grande cultore delle lettere, in particolare della letteratura francese. Raccolse una notevole biblioteca di opere di autori francesi.  